# Tipula (Lunatipula) timberlakei
Tipula (Lunatipula) timberlakei is een tweevleugelige uit de familie langpootmuggen (Tipulidae). De soort komt voor in het Nearctisch gebied.